# La gallina, questa sconosciuta
La gallina, questa sconosciuta (Walky Talky Hawky) è un cortometraggio d'animazione del 1946 diretto da Robert McKimson. 
Vi fecero la loro prima apparizione i personaggi Foghorn Leghorn, Henry il Falchetto e Cane da Cortile.
È stato candidato come miglior cortometraggio d'animazione ai Premi Oscar 1947.

## Trama
Dopo averne parlato con il padre, il giovane falchetto Henry (Gigetto nel primo doppiaggio) parte per la sua prima caccia alla gallina. Frattanto, nella vicina fattoria, il gallo Foghorn Leghorn e il cane da guardia sono sempre a farsi scherzi, finché il primo non incontra Henry. Il falchetto, ingenuamente, rivela le sue intenzioni a Foghorn che, capendo il pericolo, dichiara di essere un cavallo e indica Cane da Cortile come la preda che il piccolo sta cercando.
Henry ci casca, ma dopo aver morso la coda del cane, scappa via spaventato dai latrati. Nell'inseguirlo, il Cane (attaccato col guinzaglio alla cuccia), inciampa perché la corda si tende e Foghorn ne approfitta per canzonarlo, poi sprona Henry a riprovarci. Henry così porta via l'intera cuccia ma il Cane se ne accorge e lo insegue, concludendo come prima. Come terzo tentativo, Foghorn spinge Henry a piazzare trappole e scherzi attorno alla cuccia e quando il Cane esce a controllare, casca in ognuna di esse.
Come Henry fa per portarlo via, il Cane da Cortile lo supplica di dirgli perché lo sta tormentando. Henry spiega a lui la faccenda, ma come il cane tenta di spiegare la situazione, entra in scena Foghorn per farlo passare per un bugiardo. Arcistufo, Henry slega Cane da Cortile dalla cuccia, il quale insegue libero Foghorn per tutta la fattoria, fino alla stalla. A fine trambusto, entra poi Henry a trascinare via un cavallo, Cane da Cortile e Foghorn dichiarando (mentre scimmiotta Foghorn): "uno dei tre, dico, uno dei tre dovrà per forza essere una gallina."